# SN 1977I
SN 1977I – niepotwierdzona supernowa odkryta 18 sierpnia 1977 roku w galaktyce M-05-03-26. W momencie odkrycia miała maksymalną jasność 18,00m.